# Bahnstrecke Angermünde–Bad Freienwalde
| |                                     |                            |                            |
| Streckennummer (DB): | 6763                                |                            |                            |
| Kursbuchstrecke (DB): | 2960 (1995) 9220 (1968)             |                            |                            |
| Kursbuchstrecke: | 122g (1946) 123a (1944) 110c (1934) |                            |                            |
| Streckenlänge: | 30,0 km                             |                            |                            |
| Spurweite: | 1435 mm (Normalspur)                |                            |                            |
| Streckengeschwindigkeit: | 60 km/h                             |                            |                            |
| |                                     |                            |                            |
| \| \| \| von Szczecin \| \| \| \| \| von und nach Prenzlau \| \| \| \| \| von Schwedt (Oder) \| \| \| \| 0,0 \| Angermünde \| Angermünde \| \| \| \| nach Eberswalde \| \| \| \| 6,2 \| Neu Künkendorf ehem. Bf \| Neu Künkendorf ehem. Bf \| \| \| 10,9 \| Lüdersdorf (Kr Eberswalde) \| Lüdersdorf (Kr Eberswalde) \| \| \| 16,5 \| Saaten-Neuendorf \| Saaten-Neuendorf \| \| \| 18,9 \| Oderberg (Mark) \| Oderberg (Mark) \| \| \| \| Alte Oder \| \| \| \| 22,3 \| Oderberg-Bralitz \| Oderberg-Bralitz \| \| \| 24,4 \| Bralitz \| Bralitz \| \| \| \| von Hohenwutzen \| \| \| \| \| (Neutrassierung 1945) \| \| \| \| \| Alte Oder \| \| \| \| \| von Eberswalde \| \| \| \| \| \| \| \| \| 30,0 \| Bad Freienwalde (Oder) \| Bad Freienwalde (Oder) \| \| \| \| nach Wriezen \| \| |                                     |                            |                            |
| Strecke |                                     | von Szczecin               | von Szczecin               |
| Abzweig geradeaus, ehemals nach rechts und von rechts |                                     | von und nach Prenzlau      | von und nach Prenzlau      |
| Abzweig geradeaus und von links |                                     | von Schwedt (Oder)         | von Schwedt (Oder)         |
| Bahnhof | 0,0                                 | Angermünde                 | Angermünde                 |
| Abzweig ehemals geradeaus und nach rechts |                                     | nach Eberswalde            | nach Eberswalde            |
| Haltepunkt / Haltestelle (Strecke außer Betrieb) | 6,2                                 | Neu Künkendorf ehem. Bf    | Neu Künkendorf ehem. Bf    |
| Bahnhof (Strecke außer Betrieb) | 10,9                                | Lüdersdorf (Kr Eberswalde) | Lüdersdorf (Kr Eberswalde) |
| Bahnhof (Strecke außer Betrieb) | 16,5                                | Saaten-Neuendorf           | Saaten-Neuendorf           |
| Haltepunkt / Haltestelle (Strecke außer Betrieb) | 18,9                                | Oderberg (Mark)            | Oderberg (Mark)            |
| Brücke über Wasserlauf (Strecke außer Betrieb) |                                     | Alte Oder                  | Alte Oder                  |
| Bahnhof (Strecke außer Betrieb) | 22,3                                | Oderberg-Bralitz           | Oderberg-Bralitz           |
| Haltepunkt / Haltestelle (Strecke außer Betrieb) | 24,4                                | Bralitz                    | Bralitz                    |
| Strecke (außer Betrieb) · Strecke von links (außer Betrieb) |                                     | von Hohenwutzen            | von Hohenwutzen            |
| Abzweig geradeaus und nach links (Strecke außer Betrieb) · Abzweig geradeaus und von rechts (Strecke außer Betrieb) |                                     | (Neutrassierung 1945)      | (Neutrassierung 1945)      |
| Brücke über Wasserlauf (Strecke außer Betrieb) · Brücke über Wasserlauf (Strecke außer Betrieb) |                                     | Alte Oder                  | Alte Oder                  |
| Abzweig ehemals geradeaus und von rechts · Strecke (außer Betrieb) |                                     | von Eberswalde             | von Eberswalde             |
| Abzweig geradeaus und ehemals von links · Strecke nach rechts (außer Betrieb) |                                     |                            |                            |
| Bahnhof | 30,0                                | Bad Freienwalde (Oder)     | Bad Freienwalde (Oder)     |
| Strecke |                                     | nach Wriezen               | nach Wriezen               |

Die Bahnstrecke Angermünde–Bad Freienwalde (Oder) war eine eingleisige und nicht elektrifizierte Nebenbahnstrecke im Nordosten des Landes Brandenburg. Die Bahn wurde 1877 von der Berlin-Stettiner Eisenbahn-Gesellschaft (BStE) eröffnet. Sie war als Teil einer durchgehenden Verbindung vom Oberschlesischen Kohlerevier zu den Ostseehäfen in Stettin und Swinemünde angelegt, kam jedoch nie wesentlich über lokale Bedeutung hinaus. Die Strecke wurde bis 1995 im Personen- und Güterverkehr betrieben. Nach endgültiger Stilllegung am 30. November 1997 wurden die Gleise bis 2009 abgebaut.
Empfangsgebäude und weitere Anlagen im Bahnhof Oderberg-Bralitz sowie zwei Brücken über die Alte Oder südlich von Oderberg bzw. nördlich von Bad Freienwalde stehen unter Denkmalschutz.

## Streckenverlauf
Die 30 Kilometer lange Bahn begann am Bahnhof Angermünde, wo Anschluss an die Hauptbahn Berlin–Szczecin sowie die Zweigbahnen Angermünde–Stralsund und Angermünde–Schwedt bestand. Von dort zweigte die Bahn nach Südosten ab und verlief fast geradlinig westlich der Oder. Hinter dem Bahnhof Lüdersdorf wendete sich die Strecke nach Süden, passierte bei Oderberg den Oder-Havel-Kanal und erreichte die Insel Neuenhagen, die von dem alten und neuen Verlauf der Oder eingegrenzt wird. Kurz vor dem Endbahnhof Bad Freienwalde mündete aus Richtung Nordosten die mittlerweile ebenfalls stillgelegte Bahnstrecke aus Hohenwutzen ein und die Alte Oder wurde passiert. In Freienwalde erreichte die Strecke anschließend die Nebenbahn Eberswalde–Frankfurt (Oder).

## Geschichte

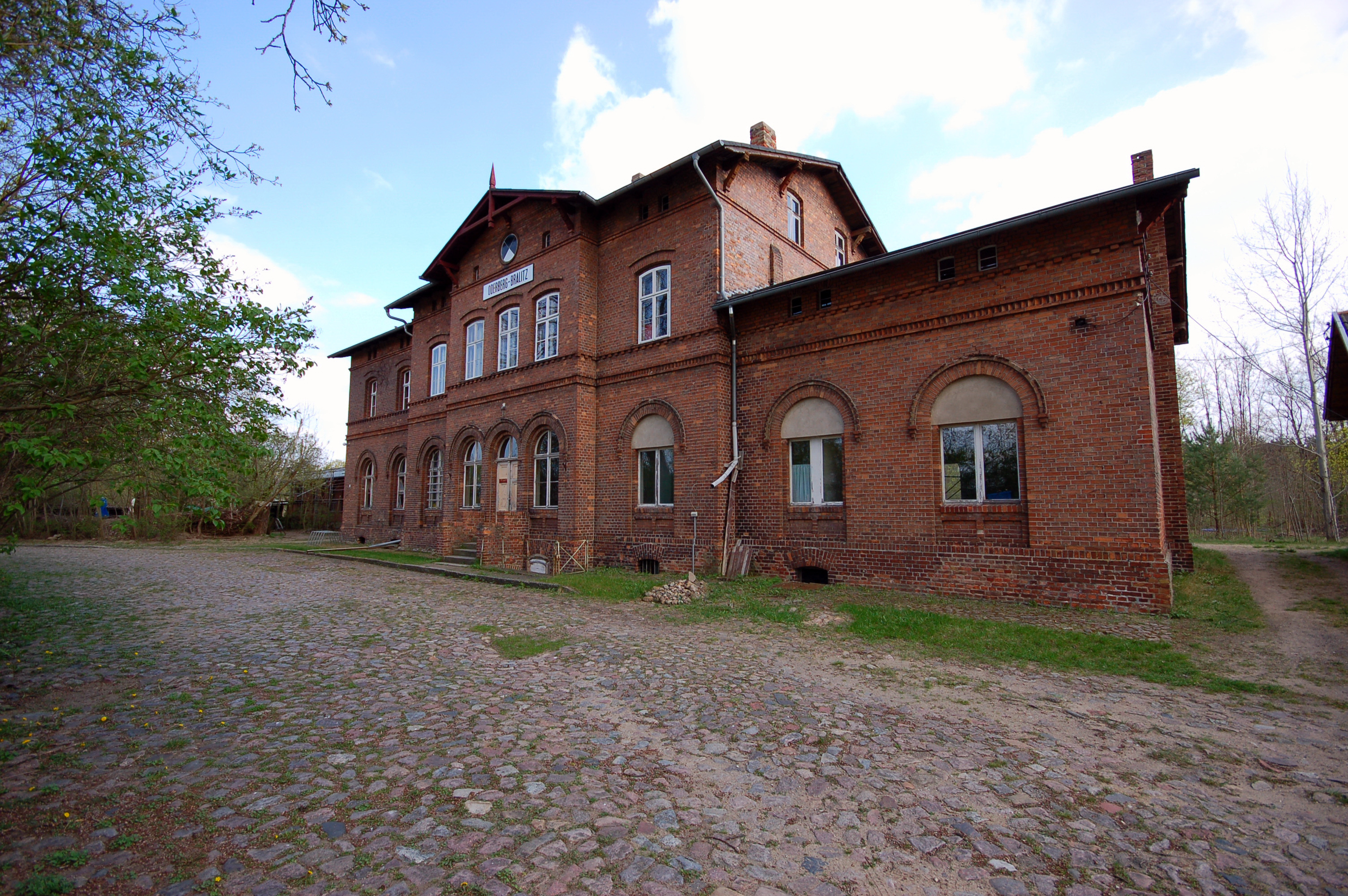
Empfangsgebäude des Bahnhofs Oderberg-Bralitz

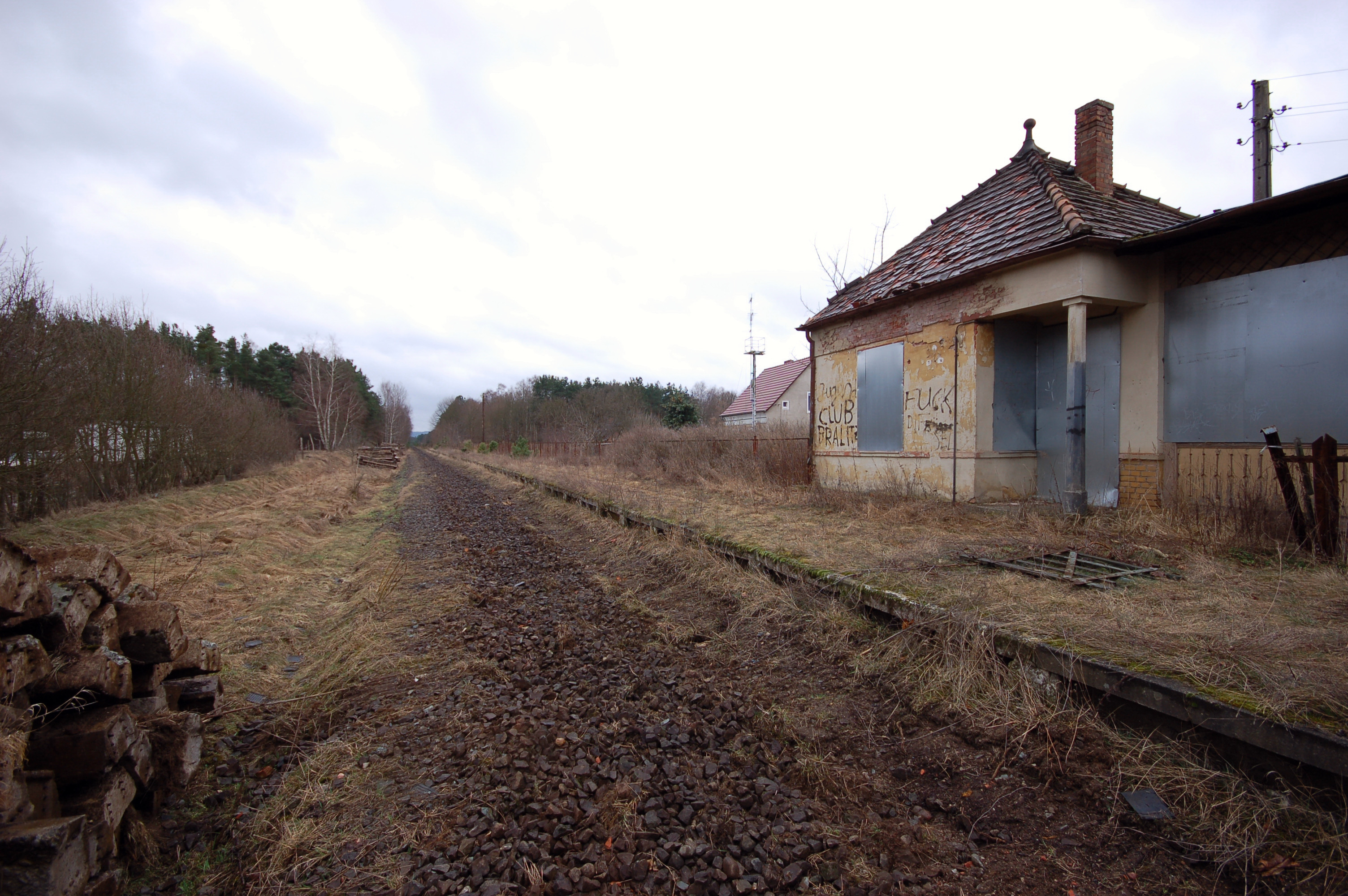
Demontierte Strecke am ehemaligen Haltepunkt Bralitz

Angermünde war bereits ab 1842 über die Hauptstrecke der BStE zwischen der Reichshauptstadt und der Provinzhauptstadt Pommerns zu erreichen. Bad Freienwalde folgte 1866 mit dem Bau einer Zweigbahn von Eberswalde nach Wriezen. Der Bedarf nach einer weiteren Strecke ergab sich ab dem Jahr 1871, als die Breslau-Schweidnitz-Freiburger Eisenbahn-Gesellschaft die Konzession zum Bau einer Strecke von Liegnitz über Küstrin und Königsberg (Neumark) nach Stettin erhielt und diese in den darauffolgenden sechs Jahren errichtete. Da die BStE auf diesem Wege „umgangen“ werden konnte, trieb das Direktorium der Gesellschaft 1872 den Bau einer parallelen, links der Oder verlaufenden Strecke voran. Unter Nutzung der bereits bestehenden Abschnitte Wriezen–Bad Freienwalde sowie weiter nördlich Angermünde–Stettin/Ducherow wurde der Wriezener Ast bis Frankfurt (Oder) vorangetrieben und als Verbindung des Astes mit der Hauptstrecke die Bahn Angermünde–Bad Freienwalde angelegt. Weiter nördlich kam noch die Strecke Ducherow–Swinemünde hinzu, die neben dem Abtransport der Kohle auch für den Ausflugsverkehr konzipiert wurde. Am 1. Januar 1877 konnte der Personen- und Güterverkehr auf der 30 Kilometer langen Bahn aufgenommen werden.
In den folgenden Jahren gab es einen der Gegend entsprechenden dünnen Regionalverkehr, der auf die eigentliche Strecke begrenzt blieb. 1944 etwa verkehrten lediglich vier Zugpaare tagsüber auf der Strecke. Der Güterverkehr war dagegen etwas bedeutender, da die Strecke eine direkte Verbindung zwischen Angermünde und dem Knoten Frankfurt (Oder) sicherstellte. Dennoch bestand nie Bedarf, die Bahn zweigleisig auszubauen.
In den letzten Kriegstagen 1945 sprengten sich zurückziehende Wehrmachtsangehörige die Brücke über die Alte Oder bei Bad Freienwalde, um so den Vormarsch der Roten Armee aufzuhalten. Nach der bedingungslosen Kapitulation Deutschlands wurde die gesamte Strecke zunächst auf Befehl der SMAD abgebaut und als Reparationsleistung in die UdSSR gebracht. Da die Verbindung jedoch eine wesentliche Entlastung für die auf ein Gleis reduzierte Verbindung Berlin–Angermünde darstellte, erfolgte bis 1949 der Wiederaufbau als eingleisige Nebenbahn. Die Brücke bei Bad Freienwalde wurde dabei nicht wieder aufgebaut, sondern die Strecke auf diesem Abschnitt auf die Trasse der Bahnstrecke Freienwalde–Zehden verlegt, die ebenfalls die Alten Oder queren musste. Aufgrund der Oder-Neiße-Linie als neu festgelegter Grenze zwischen der DDR und Polen blieb die Strecke als strategische Bahn weiterhin von Bedeutung, da sie Teil einer nun in unmittelbarer Grenznähe bestehenden Eisenbahnverbindung war.
Nach 1990 kam allerdings das Aus, da die Gefahr eines Krieges nun nicht mehr vorhanden war und sich andererseits der lokale Güter- und Personenverkehr mehr auf die Straße verlagerte. Die letzten Fernzüge auf der Relation Angermünde-Dresden über die Strecke verkehrten zuletzt im Fahrplanjahr 1991/1992. Die Einstellung des Güterverkehrs erfolgte am 31. Dezember 1994 und des Personenverkehrs zum Fahrplanwechsel am 28. Mai 1995, die offizielle Stilllegung am 30. November 1997. Versuche, die Bahn als Draisinenstrecke im Freizeitverkehr wiederzubeleben, scheiterten.